# Geoffroy Tamisier

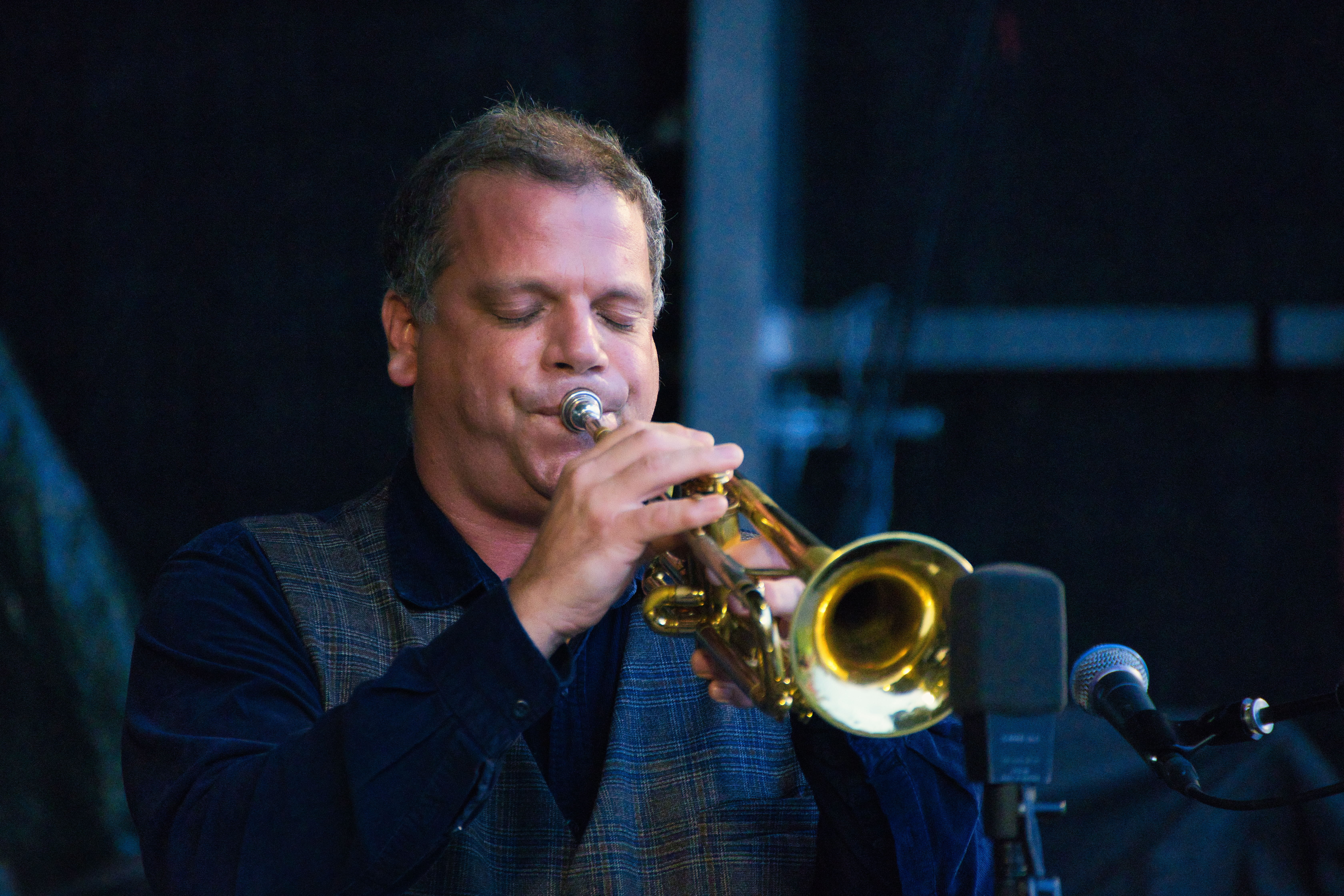
Geoffroy Tamisier

Geoffroy Tamisier (Nantes, Bretagne, 8 november 1973) is een Frans componist, dirigent,  cornettist, jazz-trompettist en contrabassist.

## Biografie
Tamisier studeerde cornet, trompet en kamermuziek aan het Conservatoire de Nantes in Nantes. Aansluitend ging hij aan het Conservatoire national supérieur de musique in Parijs, waar hij in de klas van François Jeanneau studeerde en een eerste prijs in 1997 behaalde. In hetzelfde jaar won hij de eerste prijs in compositie op de Concours de jazz de La Défense voor zijn werk "Jazzophone Quartet". Met de in 1998 van hem opgerichte groep "OLH Acoustic" won hij een tweede prijs op het in 1998 plaatsgevonden Concours de jazz de La Défense en een speciale prijs op het Tremplin jazz d'Avignon. 
Sindsdien verzorgt hij optredens in verschillende clubs en op festivals in Frankrijk en daarbuiten (Festival de Radio-France, Montreux Jazz Festival, Europa Jazz du Mans, Festival de jazz de Montreal...).
Naast talrijke werken voor jazz-ensemble, bijzonder voor het Geoffroy Tamisier Trio, schreef hij als componist in 2002 Nuit Blanche à Buenos-Aires, voor bastuba en harmonieorkest, dat met Thierry Thibault als solist en de Musique des Equipages de la Flotte de Brest in première ging, en in 2001 La Montre, voor schoolorkest en Le Souffle des Terroirs, een suite in vier bewegingen voor harmonieorkest.
- Bibliothèque nationale de France: cb14231609p (data)
- International Standard Name Identifier: 0000 0003 6643 2749
- Library of Congress Control Number: n2015011582
- Système universitaire de documentation: 081261071
- Virtual International Authority File: 230029778
- WorldCat: E39PBJpJ9VQXGxhYdBMJKvy68C